# 格倫海峽
格倫海峽是丹麥的海峽，連接斯托海峽和波羅的海，將默恩島和博島從法爾斯特島分隔，寬1至4公里，最大水深約20米。2001年3月29日，一艘貨船在波羅的海西部與油輪相撞，漏出的燃油嚴重污染該海峽。

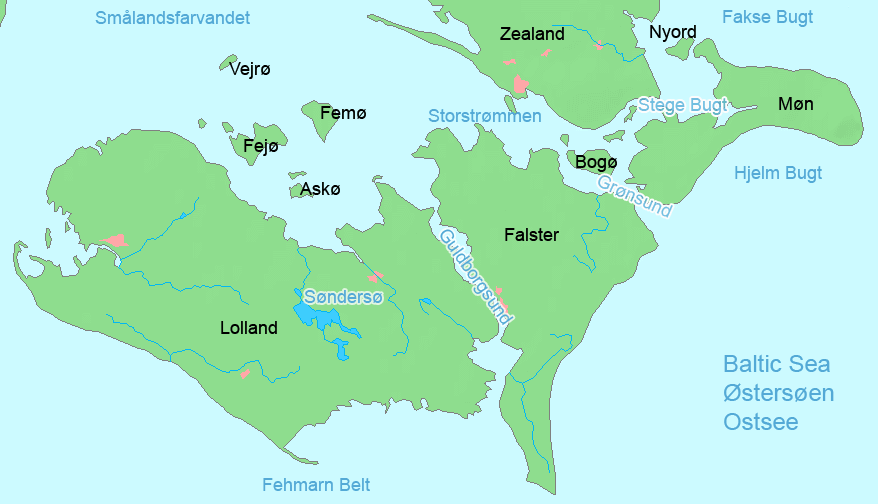

## 外部連結
- Environment report, The “Baltic Carrier” Oil Spill. （页面存档备份，存于）
- Status and management of important areas for breeding birds at the coasts of Storstrøms County, Denmark.

54°54′N 12°5′E / 54.900°N 12.083°E